# Claude Haffner
Pour les articles homonymes, voir Haffner.
 (juin 2025).
La mise en forme du texte ne suit pas les recommandations de Wikipédia : il faut le « wikifier ».
Les points d'amélioration suivants sont les cas les plus fréquents. Le détail des points à revoir est peut-être précisé sur la page de discussion.
- Les titres sont pré-formatés par le logiciel. Ils ne sont ni en capitales, ni en gras.
- Le texte ne doit pas être écrit en capitales (les noms de famille non plus), ni en gras, ni en italique, ni en « petit »…
- Le gras n'est utilisé que pour surligner le titre de l'article dans l'introduction, une seule fois.
- L'italique est rarement utilisé : mots en langue étrangère, titres d'œuvres, noms de bateaux, etc.
- Les citations ne sont pas en italique mais en corps de texte normal. Elles sont entourées par des guillemets français : « et ».
- Les listes à puces sont à éviter, des paragraphes rédigés étant largement préférés. Les tableaux sont à réserver à la présentation de données structurées (résultats, etc.).
- Les appels de note de bas de page (petits chiffres en exposant, introduits par l'outil «  Source ») sont à placer entre la fin de phrase et le point final[comme ça].
- Les liens internes (vers d'autres articles de Wikipédia) sont à choisir avec parcimonie. Créez des liens vers des articles approfondissant le sujet. Les termes génériques sans rapport avec le sujet sont à éviter, ainsi que les répétitions de liens vers un même terme.
- Les liens externes sont à placer uniquement dans une section « Liens externes », à la fin de l'article. Ces liens sont à choisir avec parcimonie suivant les règles définies. Si un lien sert de source à l'article, son insertion dans le texte est à faire par les notes de bas de page.
- La présentation des références doit suivre les conventions bibliographiques. Il est recommandé d'utiliser les modèles {{Ouvrage}}, {{Chapitre}}, {{Article}}, {{Lien web}} et/ou {{Bibliographie}}. Le mode d'édition visuel peut mettre en forme automatiquement les références.
- Insérer une infobox (cadre d'informations à droite) n'est pas obligatoire pour parachever la mise en page.

Pour une aide détaillée, merci de consulter Aide:Wikification.
Si vous pensez que ces points ont été résolus, vous pouvez retirer ce bandeau et améliorer la mise en forme d'un autre article.
Claude Haffner ( arabe : كلود هافنر ; née en 1976), est une cinéaste et directrice de production franco - congolaise qui réalise principalement des films documentaires. Elle a réalisé plusieurs documentaires salués par la critique, notamment Ko Bongisa Mutu, Défilé Célianthe et Noire ici, blanche là-bas.

## Vie personnelle
Elle est née en 1976 à Kinshasa, en République démocratique du Congo, d'un père français et d'une mère congolaise. Son père Pierre Haffner est également chercheur et enseignant-chercheur en cinéma au Centre culturel français de Kinshasa, ce qui influence Claude à démarrer sa carrière cinématographique. Sa mère Sudila Mwembe est originaire du Zaïre (aujourd'hui République démocratique du Congo). Très jeune, elle part en France avec sa famille et ne reviendra jamais au Congo. Elle a ensuite grandi en Alsace avec son frère Frédéric Haffner. Son père possède une collection d'art africain ainsi que des photos et des témoignages enregistrés sur le Congo et l'Afrique. Il décède en 2000, et Claude décide alors de retourner au Congo avec sa mère pour rencontrer sa famille congolaise.
De 1994 à 1999, elle étudie l'Histoire et un Diplôme Universitaire en Cinéma et Audiovisuel à l'Université de Strasbourg. En 2005, Claude a obtenu son master à l'Université de la Sorbonne.
Après avoir obtenu son diplôme universitaire, elle a travaillé sur de nombreux courts métrages pour apprendre les techniques de réalisation. En 2000, Claude a travaillé comme superviseure du scénario du court métrage La fourchette. Elle est ensuite devenue assistante de production à Canal +, où elle a pu travailler avec Agnès Varda, son « mentor », sur le montage du film Les Glaneurs et la Glaneuse. Après le film, elle s'est intéressée à la réalisation de documentaires. C'est ainsi qu'en 2002, elle suit une formation à la réalisation de documentaires à Altermédia (centre de formation de Saint-Denis). Pendant cette période, elle interroge sa mère qui vivait à Brunstatt sur son pays, sa famille et son histoire.
En 2002, Haffner étudie le cinéma documentaire à l'école Altermedia à Paris. Sa première réalisation fut un « film-essai » intitulé Ko Bongisa Mutu dans un salon de coiffure congolais à Paris. En 2004, elle réalise le documentaire La Canne musicale, une promenade avec le cinéaste et ethnographe français Jean Rouch. Cela s'est produit quelques jours avant sa mort.
En 2005, deux ans après les recherches sur le cinéma africain, elle a réalisé le documentaire D'une fleur double et de 4000 autres qui était basé sur l'histoire du cinéma africain. Elle a également continué à travailler et à enseigner sur le cinéma africain dans deux écoles de cinéma basées à Johannesburg : The School for the Creative Economy (AFDA) et Big Fish School of Digital Filmmaking. En 2011, elle revient en France pour réaliser son documentaire Noire ici, blanche là-bas.

## Filmographie
| Year | Film                                                                               | Role                      | Genre         | Ref.  |
| ---- | ---------------------------------------------------------------------------------- | ------------------------- | ------------- | ----- |
| 2000 | La fourchette (The fork)                                                           | Superviseur du scénario   | Court métrage |       |
| 2002 | Ko Bongisa Mutu (Arrange Your Head)                                                | Réalisateur, scénariste   | documentaire  | [ 5 ] |
| 2000 | À fleur de peau (On edge)                                                          | Superviseur de continuité | court métrage | [ 6 ] |
| 2003 | Remue-ménage dans le tertiaire (A stir in the tertiary sector)                     | Réalisateur, scénariste   | documentaire  |       |
| 2004 | La parole est une fenêtre (The word is a window)                                   | Réalisateur, scénariste   | documentaire  |       |
| 2004 | Défilé Célianthe (Célianthe parade)                                                | Réalisateur, scénariste   | documentaire  |       |
| 2004 | La Canne musicale (The Musical Cane)                                               | Réalisateur, scénariste   | documentaire  |       |
| 2005 | D’une fleur double et de quatre mille autres (Of a Double-Headed Flower and 4,000) | Réalisateur, scénariste   | documentaire  |       |
| 2005 | En prépa (In preparation)                                                          | Réalisateur, scénariste   | documentaire  |       |
| 2009 | The Manuscripts of Timbuktu                                                        | Directeur de production   | docu-drama    | [ 7 ] |
| 2009 | By Any Means Necessary                                                             | Directeur de production   | docu-drama    |       |
| 2010 | Ce soir (ou jamais!) (Tonight or never!)                                           | Acteur : Elle-même        | Séries Télé   |       |
| 2011 | Noire ici, blanche là-bas (Footprints of My Other)                                 | Réalisateur, scénariste   | documentaire  | [ 8 ] |